# Глинено лице
Глинено лице (на английски: Clayface) е псевдоним, използван от няколко злодеи, появяващи се в комиксите, публикувани от „Ди Си Комикс“. Повечето от тях са с тела от кал и притежават способността да се преобразяват. Всички тези злодеи са врагове на Батман.